# Instituto de Ciencias Noéticas

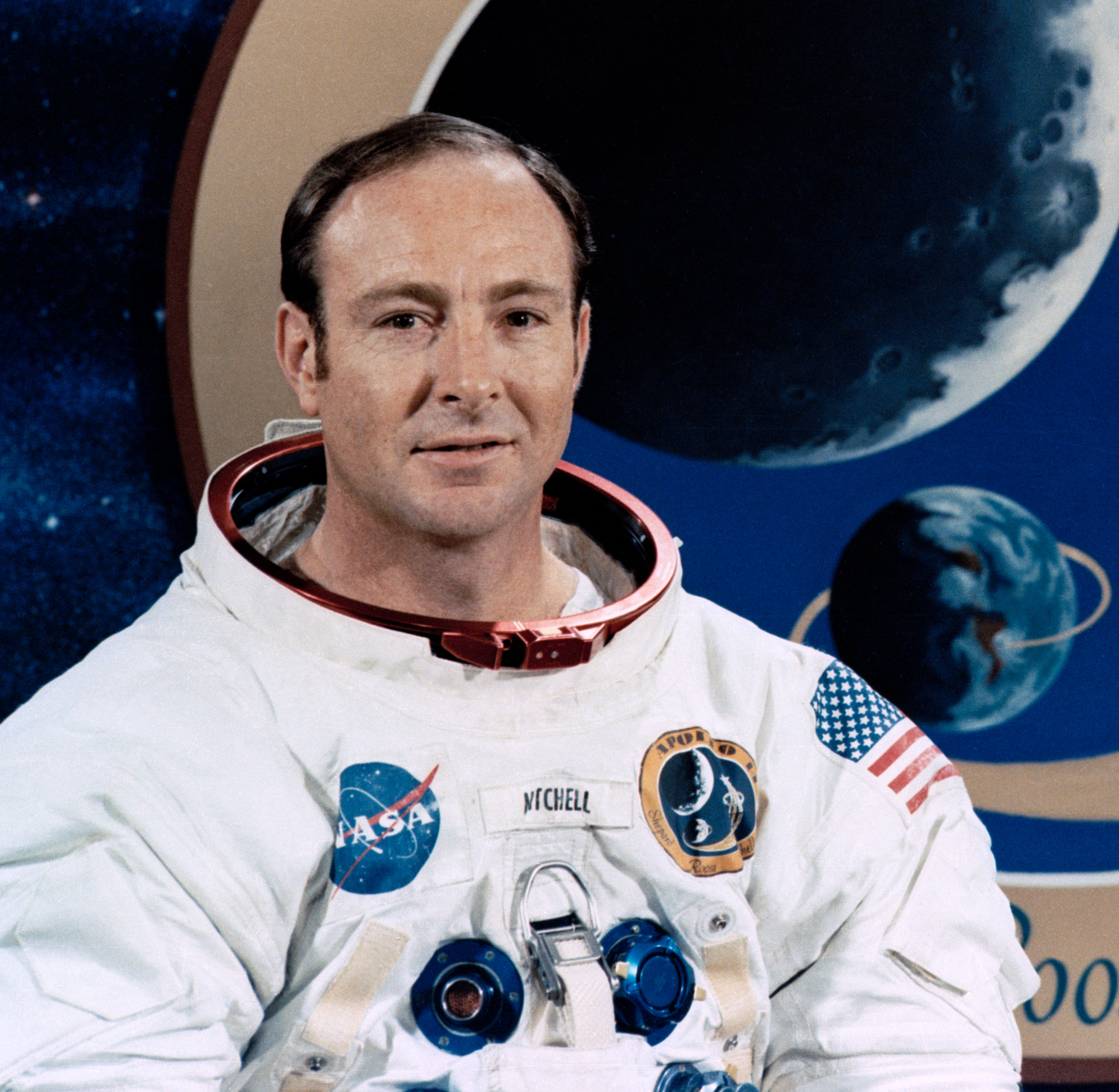
Edgar Mitchell es el fundador del Instituto de Ciencias Noéticas

El Instituto de Ciencias Noéticas (Institute of Noetic Sciences), se fundada en 1973 por el astronauta del Apolo 14 Edgar Mitchell. Es una organización educativa sin fines de lucro cuyos miembros se dedican a la investigación y cuya misión es apoyar la transformación individual y colectiva a través de la investigación de la conciencia, la extensión educativa y la participación de la comunidad global de enseñanza en la realización de nuestro potencial humano.
Noética proviene de la palabra griega nous, que significa «mente intuitiva» o «conocimiento interior».
El instituto patrocina y colabora en las investigaciones de vanguardia sobre las potencialidades y poderes de la conciencia, la exploración de fenómenos que no encajan necesariamente en modelos científicos convencionales, manteniendo un compromiso con el rigor científico.
Las principales áreas de programas del Instituto son la conciencia y la curación, las capacidades humanas extendidas, y las visiones del mundo emergente. 
El trabajo específico del Instituto incluye lo siguiente:
- Patrocinio y participación en la investigación y la publicación de artículos en revistas académicas arbitradas.
- Aplicación de los resultados en productos educativos y en capacitaciones.
- Un programa de membresía mensual que incluye descuentos en productos como talleres y newsleters con comunicaciones regulares acerca de su investigación científica y los programas de aprendizaje de transformación.
- Presentación y copatrocinio de talleres y conferencias regionales e internacionales.
- Celebración de seminarios residenciales y talleres en IONS EarthRise su lugar de retiros en San Francisco.

¿Cuáles son las ciencias noéticas y qué es noética?
Noética: Desde los griegos Noesis / noética, significa sabiduría interior, comprensión directa o comprensión subjetiva. 
Sistemas de adquisición de conocimientos que utilizan la observación, la experimentación y la replicación para describir y explicar los fenómenos naturales en un campo multidisciplinar que aporta herramientas y técnicas científicas objetivas junto con el conocimiento subjetivo interno para estudiar toda la gama de experiencias humanas.
Durante siglos, los filósofos, desde Platón hacia adelante, han utilizado el término noética para referirse a las experiencias que el psicólogo pionero William James (1902) describió como:
... estados de penetración en las profundidades insondables de la verdad por el intelecto discursivo. Son iluminaciones, revelaciones, llenas de significado e importancia, todos inarticulados aunque siguen teniendo; y como regla, un curioso sentido de autoridad.
El término ciencias noéticos fue acuñado por primera vez en 1973, cuando se funda el Instituto de Ciencias Noética (iones) por el astronauta del Apolo 14 Edgar Mitchell, que dos años antes se había convertido en el sexto hombre en caminar sobre la luna. Irónicamente, fue el viaje de vuelta a su casa que Mitchell recuerda más, durante este regreso sentía un profundo sentido de conexión con lo universal, que más tarde describió como experiencia de samadhi. 
En las propias palabras de Mitchell, «La presencia de la divinidad se convirtió en algo casi palpable y yo sabía que la vida en el universo no fue sólo un accidente sobre la base de procesos aleatorios. . . .El Conocimiento vino a mí directamente».
Esa experiencia lo llevó a concluir que la realidad es más compleja, más sutil y misteriosa que la que la ciencia convencional le había hecho creer. 
Tal vez una comprensión más profunda de la conciencia (espacio interior) podría dar lugar a una nueva y ampliada realidad de la comprensión de la realidad en la que se entienden objetiva y subjetiva, exterior e interior, como aspectos co-iguales del milagro de ser. 
Fue esta intersección de los sistemas de conocimiento que llevaron Dr. Mitchell a poner en marcha el campo interdisciplinario de las ciencias noéticas a través de su Instituto.